# Corot-7b
Corot-7b, tidigare känd som Corot-Exo-7b, är en exoplanet som kretsar kring stjärnan Corot-7 i Enhörningens stjärnbild. Planeten upptäcktes av det franskledda rymdteleskopet Corot 2009. Planetens diameter var vid upptäckten den dittills minsta uppmätta av exoplaneterna, endast två gånger större än jordens och med en massa av 0,015 MJ. Moderstjärnan är av spektralklass K0V.
Corot-7b kretsar nära värdstjärnan, med ett varv på ungefär 0,85 dygn, vilket innebär att planeten är mycket varm. Corot-7 ligger 489 ljusår från jorden. COROT-7b har en rotation på 20 timmar. Temperaturen på dess yta är 1000-1500 grader Celsius. Planeten tros at ha formats som en gasjätte, men förlorade stora mängder av sin massa när den kommit för nära stjärnan
Corot-7b har troligen lava på sin yta, och atmosfären kan knappast hålla kvar några flyktiga gaser. 